# Вахтанг Тагаворазн
Вахтанг Тагаворазн  или Вахтанг Хаченцы(год. рожд. неизв. — 1214) — армянский князь Атерка и всего Хаченского княжества в 1182—1214 годах.
Сын князя Гасана и Мамкан (Кюрикян). Был женат на Арзухатун (Арцруни). От отца унаследовал сюзеренные права на территорию всего Хачена. При дворе Вахтанга Тагаворазна в 1184 Мхитар Гош закончил свой знаменитый «Судебник». Из двух сыновей младший Григор умер в младенческом возрасте, старший сын Гасан погиб в сражении с тюрками-сельджуками.
После смерти Вахтанга правители Армении Закаряны поделили владения Атерка между Верхним и Нижним Хаченом, где правили Гасан I (муж Доп) и Вахтанг II Тангик (муж Хоришах) — зятья Иванэ и Закаре Закарянов.
В 1214 году, на месте могилы мужа и сыновей Арзухатун Арцруни возвела новый соборный храм Дадиванка.